# Ya lo sabía (canción de Miranda!)
Ya lo sabía, es una canción interpretada por el grupo argentino Miranda!, lanzado el 26 de julio de 2011 por la discografía Pelo Music. Fue el segundo sencillo de su álbum de estudio "Magistral", continuando con la promoción del álbum. La canción fue escrita por Ale Sergi y producida por Cachorro López.

## Vídeo musical
El vídeo musical fue publicado el 26 de julio de 2011 en la cuenta de oficial de Youtube de la banda, teniendo una duración de tres minutos, siendo este dirigido por Leonardo Damario. El 6 de octubre de 2022 el vídeo musical fue publicado nuevamente, pero en una versión remasterizada con una resolución 4K.[cita requerida]

## Lista de canciones
- Descarga digital[cita requerida]

| N.º | Título        | Duración |  |
| 1.  | «Ya lo sabía» | 2:58     |  |

## Posicionamiento en listas
| Lista (2011)                 | Mejor posición |
| ---------------------------- | -------------- |
| Argentina (Argentina Top 20) | 4              |